# Гликерия
Глике́рия (греч. Γλυκερία — сладкая) — женское имя греческого происхождения.
Античный период: см. Гликера.
Простонародная форма — Лукерья (также см. Лукерья (значения).

## Именины
- Православные (даты даны по григорианскому календарю)[2]: 26 мая, 4 ноября, 16 декабря.

## Известные носители
- Гликерия (певица) (род. 1953) — греческая певица.

### Святые
- Гликерия, мученица (см. Мученики Гликерия и Лаодикий, страж темничный). Пострадали во время императора Антонина (138–161). День памяти 26 мая.[3]
- Гликерия Адрианопольская, мученица. День памяти 4 ноября. Святые мученики Александр епископ, Ираклий воин и жены Анна, Елисавета, Феодотия и Гликерия за исповедание Христа умерщвлены в III веке в Адрианополе[4].
- Гликерия Ираклийская (Гераклейская) (II век) — раннехристианская мученица.
- Гликерия Новгородская (ум. ок. 1522 года) — русская православная святая.